# Ichijō Fuyuyoshi
Ichijō Fuyuyoshi (一条 冬良 1465 – 1514?) fue un kuge (cortesano) que actuó de regente durante la era Muromachi. Fue hijo del regente Ichijō Kaneyoshi.
Ocupó la posición de kanpaku del Emperador Go-Tsuchimikado desde 1488 hasta 1493 y nuevamente como kanpaku del Emperador Go-Tsuchimikado y del Emperador Go-Kashiwabara desde 1497 hasta 1501.
Adoptó a Ichijō Fusamichi como su hijo.